# Vida temprana de Mao Zedong
La vida temprana de Mao Zedong se refiere a  los primeros 27 años de su vida, que transcurrieron entre 1893 y 1919. Mao nació en Shaoshanchong, Shaoshan en la provincia china de Hunan. Fue hijo de Mao Yichang, un agricultor y terrateniente que lo envió a estudiar a la escuela primaria local. Mao fue criado en un ambiente influido fuertemente por el confucianismo, filosofía que rechazó desde una edad temprana, desarrollando ideas políticas basadas en la literatura contemporánea. Cuando tenía 13 años, su padre intentó concertar su matrimonio con Luo Yigu, hija de otra familia propietaria de tierras de la zona, pero Zedong se opuso a este matrimonio, abandonando la casa familiar. 
En 1911, Mao se radicó en la capital de Hunanese, Changsha, para cursar estudios superiores. Allí fue influenciado por el republicanismo, convirtiéndose en admirador del revolucionario republicano Sun Yat-Sen. Esto lleva a que, cuando estalla la Revolución Xinhai, en la cual los republicanos se enfrentaron a los monárquicos, Mao se inscriba como soldado. Sin embargo, este conflicto termina pronto y Zedong abandona el ejército después de solo seis meses. Se veía a sí mismo como un intelectual, habiendo sido influenciado por el liberalismo clásico y estudiado en la Primera Escuela Normal de Changsha. En este periodo escribió sus primeras publicaciones y, junto a Xiao Zisheng, fundó la Renovación de la Sociedad de Estudio de Personas en abril de 1918. El propósito de esta sociedad fue la discusión de ideas revolucionarias y su difusión entre los estudiantes. Zedong y sus compañeros se graduaron en 1919. 

## Infancia
De acuerdo con la biografía de Lee Feigon, Mao tuvo "una infancia relativamente típica" para la China de su época. Por esta razón, a los biógrafos anteriores les había resultado difícil: 
| "Encontrar algo fundamentalmente problemático con Mao desde una edad temprana" que explicara su posterior desarrollo como "un tirano revolucionario". |

### Nacimiento en 1893
Mao nació el 26 de diciembre de 1893 en la aldea rural de Shaoshanchong en el condado de Xiangtan, provincia de Hunan, parte del centro-sur de China. [2] Como muchos pueblos de Hunanese, Shaoshanchong estaba situado en un valle estrecho rodeado de montañas. Tanto el pueblo como la ciudad más cercana, Shaoshan, llevan el nombre de la montaña local, que significa "Montaña de la Música". Su prominencia en el paisaje local le dio asociaciones sagradas para los budistas de la región. [4] 
El apellido de Mao era común en el pueblo, ya que el clan Mao trazaba su linaje hasta Mao Taihua, un guerrero de la provincia que había luchado en la campaña militar de Zhu Yuanzhang para derrocar a la dinastía Yuan, dominada por los mongoles. Taihua se había instalado en el condado de Xiangtan a mediados del siglo XIV.
El padre de Zedong, Mao Yichang, había nacido en Shaoshanchong en una familia pobre. Se casó con la madre de Mao, Wen Qimei, cuando tenía quince años. [6]  Mientras que Yichang había recibido dos años de escolaridad y podía leer y escribir, Qimei era analfabeta. Gracias a que sirvió en el Ejército Regional de Xiang, Yichang pudo ahorrar lo suficiente para pagar las deudas de su familia y comprar nuevamente las tierras que su padre había vendido. [8] Cuando Zedong nació, Yichang poseía dos acres y medio de tierra donde sembraba arroz con cáscara, una cantidad sustancial para los estándares de la región.  Con el tiempo, y llevando una vida frugal, pudo comprar un acre adicional y emplear a dos trabajadores agrícolas. [10] Su granja abarcaba un cobertizo de vacas, una cabaña de almacenamiento de granos, una pocilga y una pequeña molino. Para acrecentar la riqueza de la familia, Yichang compró hipotecas en las tierras de otros campesinos, convirtiéndose en su propietario. [12] Al mismo tiempo, compraba  grano a los agricultores más pobres de la aldea, que luego vendía en la sede del condado de Xiangtan para obtener ganancias. De esta manera, acumuló una fortuna valuada entre dos y tres mil renminbi, en un momento en que la mayoría de los campesinos chinos vivían en la pobreza. De acuerdo con Philip Short, biógrafo de Mao, su familia llevaba una vida  "cómoda" para los estándares de la época.
  

Según el calendario chino tradicional, que está basado en la luna, el nacimiento de Mao Zedong cayó el noveno día del undécimo mes del Año de la Serpiente. [15] La madre de Mao – que anteriormente había dado a luz a dos hijos que murieron en la infancia – se preocupó por su bienestar, pidiéndole asesoramiento a una monja budista que vivía en las montañas como ermitaña. La monja recomendó que se rezaran por el niño. Al hacerlo, Qimei se postró en un templo local dedicado al Bodhisattva Budista Guan Yin, solicitando que acogiera a Zedong bajo su protección.
| "Zedong tuvo una infancia relativamente cómoda. Otros niños de su época podían esperar menos de lo que él tuvo. No paso hambre. No tenía mucha ropa pero tampoco vestía harapos. Su madre puso orden y dignidad en su casa. El gran problema de Mao fue su padre. Sus anhelos eran espirituales."—— Ross Terrill, Biógrafo de Mao, 1980. |

Según sus biógrafos, después de su nacimiento probablemente se observaron las costumbres tradicionales locales. De ser así, se habría presentado un gallo a sus padres y Zedong probablemente recibió su primer baño tres días después de su nacimiento, evento que habría sido la primera oportunidad culturalmente apropiada para que algunos invitados conocieran al niño. Tradicionalmente, el padre del niño agregaba cebolla y jengibre al agua del baño, simbolizando inteligencia y salud. Al mismo tiempo, se hacían sacrificios a los espíritus de los antepasados. [15] Luego, un adivino taoísta dibujó un horóscopo para el niño, que reveló que a Zedong le faltaba el elemento agua. Esto llevó a que le dieran el nombre de Zedong ya que, según la costumbre hunanesa,  el carácter de ze ("ungir") corregiría esta deficiencia. [17] Este carácter tenía un doble significado: además de referirse a la humedad,  implicaba amabilidad y beneficencia. Yichang eligió que la última parte del nombre de su hijo fuera dong ("este"), dándole a su nombre completo el significado de "benefactor del este".
Según la costumbre, el niño recibió un segundo nombre no oficial que sería utilizado en ocasiones ceremoniales. Este era Runzhi ("huerto cubierto de rocío"). Además, su madre le dio un tercer nombre, shisanyazi ("el tercer niño llamado piedra"), que reflejaba que era su tercer hijo al tiempo que lo protegía de la desgracia y se vinculaba a la protección ofrecida por Guan Yin. Si se siguieron las costumbres tradicionales de Hunanese, la cabeza del bebé fue afeitada a las cuatro semanas, dejando un pequeño mechón de pelo en la corona y la nuca; fue entonces cuando el niño habría recibido oficialmente su nombre. [19] Según la tradición, los visitantes probablemente se habrían reunido para esta ceremonia, trayendo regalos de dinero, cerdo, pescado, fruta y huevos decorados.

### Infancia: 1893-1900
La familia Mao vivía en una granja de ladrillos de arcilla construida en 1878, que Yichang agrandó durante la infancia de Zedong. [12] Los Mao ocupaban el ala este de la casa, mientras que la familia Zou vivía en la mitad occidental. [20] El edificio era lo suficientemente grande como para que Zedong tuviera su propia habitación, una rareza en ese momento. [21] Enfrente de la casa había un estanque y un arrozal, mientras que detrás del edificio crecían pinares y bambúes. [22]  Mao Enpu, su abuelo paterno, vivió con ellos hasta que murió cuando Mao tenía diez años. Su abuela paterna, Liu, había muerto en 1884, nueve años antes del nacimiento de Mao. Cuando Zedong tenía dos años, su madre dio a luz a otro hijo, Mao Zemin, al que le siguió Mao Zetan cuando Zedong tenía 11 años. [24] Qimei también dio a luz a dos hijas que murieron en la infancia. Poco después del nacimiento de Zetan, la pareja adoptó a una niña, Zejian, que era hija de uno de los tíos paternos de Mao.

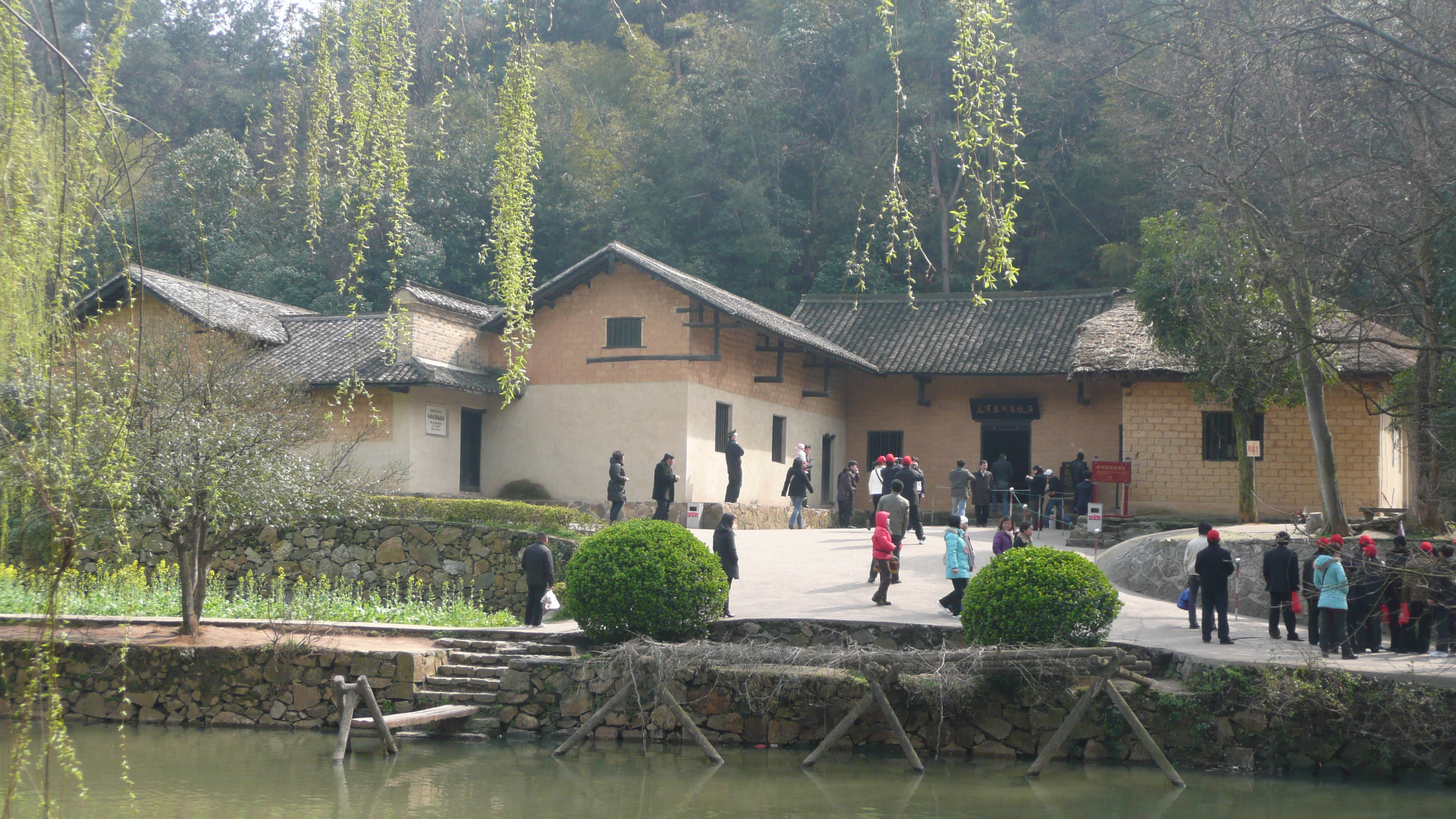
La casa de la infancia de Mao en 2010, cuando se había convertido en destino turístico.

Como era común en ese momento, Mao comenzó a ayudar en la granja de su familia a los cinco o seis años, cuidando del ganado y los patos. [27] Estos antecedentes agrícolas sirvieron para formar los hábitos de Mao. De acuerdo con el biógrafo Stuart Schram, esto resultó en una "falta de gracias sociales y preocupación por la comodidad o las apariencias". En su vida posterior, por ejemplo, Mao nunca se acostumbraría al uso de un cepillo de dientes, conservando el hábito de lavarse la boca con té. Del mismo modo, siguió prefiriendo limpiarse con una toalla humeante que con agua y jabón. Además, mantuvo de por vida una predilección por la comida picante que provenía de la cocina hunanesa de su juventud.
Qimei era una budista practicante que alentó a sus hijos a seguir las enseñanzas de su fe. Zedong abrazo al budismo, acompañando a su madre en visitas al templo budista local a menudo. Esta llegó a albergar esperanzas de que se convirtiera en monje. [30] Por el contrario, Yichang era en gran medida irreligioso, aunque después de sobrevivir a un encuentro con un tigre, dio ofrendas a los dioses en agradecimiento.  Zedong recordaba a Yichang era un acérrimo disciplinario que golpeaba a sus hijos como castigo por la desobediencia y la falta de piedad filial, describiendo una paliza que recibió en una ocasión en la que humilló a su padre en público. Su madre a menudo intentaba proteger a sus hijos de estas palizas. [31] 
En la década de 1930, Mao afirmó que estaba resentido con su padre, a quien consideraba tacaño y poco cariñoso. En cambio, consideró que había recibido afecto de su madre, adoptando así una perspectiva dialéctica marxista que dividía a su familia en dos campos: su madre y él de un lado, su padre del otro. [32] Diferentes biógrafos difieren en su interpretación de esta relación filial. Mientras Jung Chang y Jon Halliday declararon que "Mao odiaba a su padre", Schram señaló que, incluso en los relatos de Mao sobre Yichang, su descripción es matizada, y "no simplemente una de odio incesante". Además, de acuerdo con Ross Terrill,  "detrás del odio expresado de Zedong hacia su padre había una identificación no reconocida; fue impulsado a volverse autoritario como su padre, y en una escala mucho mayor". Feigon ha cuestionado la veracidad del relato de Mao sobre este tema, sugiriendo que la supuesta mala relación entre los dos fue "probablemente exagerada". Destacando que Yichang claramente hizo grandes esfuerzos para apoyar financieramente a su hijo, Feigon destacó que el tópico anti-padre era "muy popular entre los jóvenes intelectuales chinos" durante la década de 1930, y que el relato de Mao podría ser un reflejo de esto en lugar de una realidad.

### Escuela primaria de Shaoshan: 1901–1906

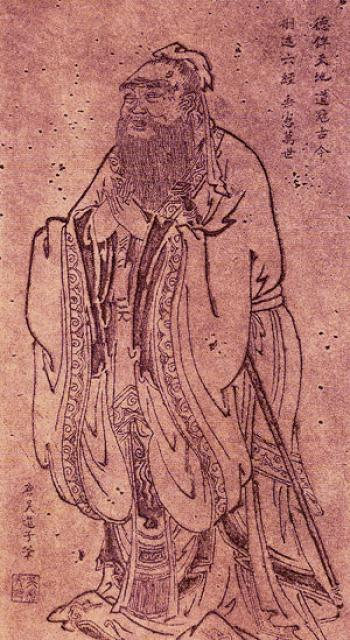
Mao fue educado en los escritos de Confucio (en la imagen), aunque sus biógrafos difieren en la medida en la que lo influyó.

Yichang deseaba que su hijo mayor recibiera una educación básica arraigada en el confucianismo, la ideología moral dominante de la sociedad china. Consideraba que el conocimiento de las enseñanzas de Confucio era esencial para  que su hijo desarrollara habilidades comerciales y administrativas. Tenía la esperanza de que Zedong pudiera fuera aprendiz de un comerciante de arroz en Xiangtan y eventualmente se hiciera cargo del negocio familiar para apoyar a sus padres cuando estos envejecieran. Yichang se volvió particularmente firme en esta insistencia después de perder una demanda por una parcela de tierra, ya que creyó que su oponente había salido victorioso en la disputa como resultado de su capacidad de citar los dichos de Confucio en su argumento. [38] 
A los 8 años Mao fue enviado a una escuela primaria privada de Shaoshan para obtener una educación básica. Siguiendo un plan de estudios y un método de educación tradicionales, la escuela enfatizaba la copia y memorización de una serie de textos chinos clásicos que predicaban la moral confuciana: el Clásico de tres caracteres, el Libro de los nombres, el Clásico de mil caracteres, las Odas para niños, el Clásico filial y Aprendizaje filial. [39] En la escuela su maestro, que era un disciplinario severo, lo golpeaba con una vara de bambú cuando fracasaba o lo desobedecía.  Más tarde Mao afirmaría que  "odiaba a Confucio desde los ocho años". A pesar de su disgusto, Mao aceptó la utilidad de aprender estos textos, y se encontró capaz de ganar argumentos – incluidos aquellos contra su padre – mediante el uso selectivo de citas confucianas. [42] 
Mao prefería los relatos de guerreros y bandidos encontrados en las Cuatro Grandes Novelas Clásicas, incluyendo Romance de los Tres Reinos, Viaje al Oeste y A la orilla del agua. Aunque también estaban empapados de moralidad confuciana, estos textos enfatizaron la necesidad de luchar por la justicia en la sociedad. Es posible que hayan inspirado su interés por la historia. [43] De acuerdo con lo que relató posteriormente, esta fue la base de su fuerte creencia en la justicia; comenzó a dividir su almuerzo en dos para compartir con un niño más pobre que no podía pagar la comida. En otra ocasión, tuvo una pelea física con un compañero de clase. Esto molestó mucho a su madre, que era una pacifista firme. Según el relato posterior de Zedong, se rebeló cuando el maestro intentó castigarlo por desobediencia. En lugar de permitir que lo golpeara con una vara, salió de la escuela para esconderse en las montañas boscosas. Permaneció allí durante tres días, hasta que un miembro de su familia lo descubrió y lo llevó de vuelta a su casa. [45] 
A pesar de que Mao recibió una educación tradicional, según los biógrafos Alexander Pantsov y Steven Levine "los preceptos ético-morales de Confucio parecen no haber dejado rastro en su alma". Por el contrario, el biógrafo Philip Short afirmó que para Mao, como para todos los niños educados en la tradición china, estos textos confucianos "fijaron el patrón subyacente de [su] pensamiento por el resto de su vida". Short llegó a sugerir que el confucianismo demostraría ser "al menos tan importante para [Mao] como el marxismo", señalando que incluso en su vida posterior los discursos de Mao citaban más a  Confucio y a otros filósofos antiguos chinos que a los principales teóricos marxistas como Karl Marx y Vladimir Lenin .

### Educación secundaria y matrimonio: 1907–1911
Mao abandonó la escuela primaria de Shaoshan a los 13 años, contento de alejarse de lo que consideraba una atmósfera opresiva. La decisión la tomó su padre, que quería que Mao le prestara mayor atención al negocio familiar, trabajando en la granja y administrando sus finanzas. [49] Sin embargo, las relaciones entre Zedong y su padre se volvieron cada vez más tensas. Mao continuó leyendo en su tiempo libre, a menudo quedándose despierto hasta tarde para leer a la luz de las velas. Esto enfurecía a su padre, que veía a la lectura recreativa como una actividad improductiva. [51]Fue entonces cuando leyó Sheng-shih Wei-yen ("Palabras de advertencia para una edad rica "), de Zheng Guanying, un libro que fue crucial para inspirar su interés por la política. Publicado en 1893, el libro lamentaba el deterioro del poder chino en Asia Oriental, y abogaba por una reforma tecnológica, económica y política, argumentando que China podría fortalecerse si abandonaba su monarquía absoluta y tomaba como modelo político a las democracias representativas y las monarquías constitucionales del mundo occidental. [52] Su visión política también fue moldeada por las protestas que estallaron después de una hambruna en Changsha, capital de Hunanese, lideradas por Gelaohui, o la Sociedad de Hermanos Mayores. Mao apoyó las demandas de los manifestantes y vio cómo las fuerzas armadas reprimieron a los disidentes y ejecutaron a sus líderes. [53] La hambruna se extendió a Shaoshan, donde los campesinos hambrientos se apoderaron del grano de su padre. A pesar de desaprobar este accionar moralmente, Mao se solidarizó con su situación. [54] 
Cuando Mao llegó a la edad adulta, Yichang intento arreglar su matrimonio, seleccionando para él a Luo Yigu, la hija de diecisiete años de un terrateniente local. Mao aceptó el matrimonio de mala gana y la boda se llevó a cabo en 1907 o 1908. Sin embargo, posteriormente declaró que el matrimonio nunca había sido consumado y se negó a vivir con Luo. [55] En cambio, utilizó su conexión con su familia materna para abandonar al hogar paterno y mudarse a la casa de un estudiante desempleado en Shaoshan, donde vivió durante un año. [56] Allí, continuó su lectura, disfrutando de las historias de antiguos gobernantes chinos, como los Registros del Gran Historiador de Sima Qian y la Historia de la antigua dinastía Han de Ban Gu. También fue influenciado por el Estudio de las protestas personales de Jiao Bin, que se había sido compilado por Feng Guifen en 1861. Al igual que Guanying, este libro esbozaba la teoría de que China debía utilizar tecnología extranjera para fortalecerse y poder defenderse de agresiones externas. Durante este periodo, Mao también leyó un folleto del revolucionario chino Chen Tianhua, que relataba la pérdida de soberanía de China frente a los imperialistas japoneses y europeos; [58] Mao afirmó que esto fue una gran influencia para él, ya que después de leerlo "me sentí deprimido por el futuro de mi país y comencé a darme cuenta de que todos teníamos el deber de ayudar a salvarlo". [59] Luo se vio deshonrada dentro de la comunidad local, muriendo de disentería en 1910. Qimei se mudó a vivir con la familia de su hermano en su pueblo natal de Xiangxiang .
En el otoño de 1910, Mao le pidió a su padre que le permitiera asistir a la Escuela Primaria Superior Dongshan, que se encontraba a quince millas de Shaoshan. A diferencia de la Escuela Primaria Shaoshan, este establecimiento enseñaba temas modernos como ciencias naturales. Yichang acordó financiar la matrícula y el espacio de dormitorio de su hijo, por lo que Mao, de dieciséis años, se dirigió a Dongshan con su primo mayor, Wen Yunchang, quien también estaba inscrito allí. [61] Sus dos mejores amigos en la escuela fueron Yunchang y Xiao Zizhang (también conocido como Xiao San), quienes luego se unirían a Mao en el movimiento comunista y se convertirían en sus primeros biógrafos. [62] Sin embargo, fue intimidado por ser rural y poco sofisticado por muchos de sus compañeros de clase, que generalmente eran hijos de terratenientes ricos del distrito de Xiangxiang. [63] Sin embargo, demostró ser un estudiante exitoso, ganándose el respeto de sus maestros a través del trabajo duro, la capacidad de componer ensayos en el estilo clásico y la lectura voraz. [64] Aquí,  aprendió sobre geografía e historia china antigua. [64] En este periodo también leyó mucho sobre historia extranjera, siendo influenciado por un libro titulado Grandes Héroes del Mundo, que le enseñó sobre el valor militar y el fervor nacionalista de líderes cómo George Washington y Napoleón Bonaparte . [65]  De acuerdo con Schram en esta escuela  "podemos ponerle fecha a los inicios reales del desarrollo intelectual y político de Mao". Mao permaneció allí durante siete u ocho meses, antes de decidir matricularse en una escuela secundaria en la capital provincial de Changsha.

## Juventud y politización

### La revolución de Xinhai: 1911–1912
En 1911, Mao consiguió que su padre lo inscribiera en la escuela secundaria de Changsha. La ciudad era "un semillero revolucionario", con una animosidad generalizada hacia la monarquía absoluta del emperador Puyi. A pesar de que algunos revolucionarios abogaron por una transición reformista hacia una monarquía constitucional, la mayoría eran partidarios del republicanismo, defendiendo un sistema presidencial. El principal testaferro del movimiento republicano fue Sun Yat-sen, un cristiano educado en los Estados Unidos que dirigía una sociedad secreta conocida como Tongmenghui . En Changsha, Mao fue influenciado por el periódico de Sun, La independencia del pueblo (Minli bao), para escribir su primer ensayo político, que pegó en la pared de la escuela. Más tarde, admitiendo que estaba "algo confundido", apoyará la creación de una república gobernada por Sun, pero con concesiones hechas a los moderados como tener a Kang Youwei como primer ministro y Liang Qichao como ministro de asuntos exteriores. Como símbolo de rebelión contra el monarca manchú, él y un amigo se cortaron las coletas de cola, una señal de subordinación al emperador, antes de cortar por la fuerza las de varios compañeros de clase.
Inspirado por el republicanismo de Sun, el ejército se alzó contra el emperador en el sur de China, provocando la Revolución Xinhai. Inicialmente,  Changsha  permaneció bajo control monárquico. El gobernador proclamó la ley marcial para sofocar las protestas. Cuando la brigada de infantería que custodiaba la ciudad desertó en favor de los revolucionarios, el gobernador huyó, dejando la ciudad en manos republicanas. Mao se unió al ejército rebelde como soldado privado para apoyar a la revolución, pero no participó en la lucha. Las provincias del norte permanecieron leales al emperador y, con la esperanza de evitar una guerra civil, Sun Yat-sen, que había sido proclamado "presidente provisional" por sus partidarios, se comprometió con el general monárquico Yuan Shikai . La monarquía sería abolida, creando la República de China, pero el monárquico Yuan se convertiría en presidente. Terminada la revolución de Xinhai, Mao renunció al ejército en 1912, después de seis meses. Acá fue cuando Mao descubrió al socialismo en un artículo del periódico. Después de leer folletos de Jiang Kanghu, un estudiante fundador del Partido Socialista Chino, Mao se empezó a interesar por las ideas socialistas, aunque todavía no era un socialista  convencido.

### Cuarta escuela normal de Changsha: 1912–1917
Mao intentó retomar su educación inscribiéndose en una academia de policía, que luego abandono, en una escuela de producción de jabón, en la escuela de derecho y en la escuela de economía. Su padre solo aprobó esto último, pero como las conferencias eran en inglés, que Zedong no entendía, tuvo que abandonar la escuela por el secundario de Changsha, administrada por el gobierno; pronto abandonó esto también, creyéndolo enraizado en el confucianismo. Realizando sus estudios de forma independiente, pasó mucho tiempo en la biblioteca pública de Changsha, leyendo obras centrales del liberalismo clásico como La riqueza de las naciones de Adam Smith y El espíritu de las leyes de Montesquieu, así como las obras de científicos y científicos occidentales. filósofos como Charles Darwin, JS Mill, Jean-Jacques Rousseau y Herbert Spencer. Al verse a sí mismo como un intelectual, años más tarde admitió que en este momento se creía mejor que la gente trabajadora. Inspirado por el trabajo de Friedrich Paulsen, el énfasis liberal en el individualismo llevó a Mao a creer que los individuos fuertes no estaban sujetos a códigos morales, sino que debían luchar por el bien mayor:  el fin justifica los medios. Al no verle el sentido a las actividades intelectuales de su hijo, el padre de Mao cortó su asignación, lo que obligó a Mao a mudarse a un albergue para indigentes.
Habiendo decidido convertirse en maestro, Mao se matriculó en una escuela de formación de docentes, la Cuarta Escuela Normal de Changsha, que tenía estándares altos pero tarifas bajas y alojamiento barato. Varios meses después, se fusionó con la Primera Escuela Normal de Changsha, ampliamente considerada como la mejor escuela de Hunan. Al hacerse amigo de Mao, el profesor de ética Yang Changji lo instó a leer un periódico radical, New Youth (Xin qingnian), la creación de su amigo Chen Duxiu, decano de la Facultad de Letras de la Universidad de Pekín. Aunque era un nacionalista, Chen argumentaba que China debía mirar hacia occidente, adoptando a "Mr. Democracy and Mr. Science" para limpiarse de la superstición y la autocracia. En abril de 1917 Mao publicó su primer artículo, "A Study of Physical Culture", en New Youth, en el que enseñaba a los lectores cómo aumentar su fuerza física para servir a la revolución. Se unió a The Society for the Study of Wang Fuzhi (Chuan-shan Hsüeh-she), un grupo revolucionario fundado por literatos de Changsha que deseaban emular a Wang Fuzhi, un filósofo que simbolizaba la resistencia han a la invasión manchú.
En su primer año, Mao se hizo amigo de Xiao Zisheng, un estudiante más avanzado en su carrera. Juntos recorrieron Hunan a pie, mendigando y escribiendo coplas literarias para obtener comida. Mao estuvo activo en la política estudiantil, siendo popular entre los estudiantes, y fue elegido secretario de la Sociedad de Estudiantes en 1915. Usó esta posición para forjar una asociación para él autogobierno estudiantil, liderando protestas contra las reglas escolares. En la primavera de 1917, fue elegido para comandar el ejército voluntario de estudiantes, establecido para defender la escuela de los guerreros y bandidos merodeadores, armando a estas tropas con lanzas de bambú improvisadas y rifles de madera. Cada vez más interesado en las técnicas de guerra, demostró interés en los acontecimientos de la Primera Guerra Mundial y comenzó a solidarizarse con los trabajadores. Mao llevó a cabo hazañas de resistencia física junto a Xiao Zisheng y Cai Hesen. Se describían a sí mismos como los "Tres Héroes", un sobrenombre tomado del Romance de los Tres Reinos. En abril de 1918 formó la Sociedad de Estudio de Renovación del Pueblo para debatir las ideas de Chen Duxiu junto a otros jóvenes revolucionarios. Esta sociedad, que buscaba una transformación personal y social, ganó entre 70 y 80 miembros, incluidas algunas mujeres, muchas de las cuales se unirían al Partido Comunista. Mao se graduó en junio de 1919, obteniendo el tercer mejor promedio de su año.